# Martelaren van Leoninus
De Martelaren van Leoninus is de verzamelterm voor de groep mensen die een lange periode van gevangenschap in Perzië werden gedood. Ze waren op bevel van koning Yazdegerd II gedood in 455, vijf jaar na de heropstand in de christenvervolging die werd geleid door Vartan Mamikonian.
De martelaren waren onder andere :
- Leontius van Vanand (priester)
- Jozef van Armenië (patriarch van Armenië)
- Abraham van Armenië (priester in Armenië)

Later werd deze groep heilig verklaard en ze zijn de patroonheiligen van de Armeense clerus. Hun feestdag is 31 juli. In de Armeens-Apostolische Kerk worden ze nog steeds vereerd.